# Solitários
Solitários foi um reality show brasileiro produzido e exibido pelo SBT. É baseado no formato americano Solitary, no qual 9 participantes vivem isolados da sociedade em pequenos cubículos semelhantes a uma cela solitária. O programa estreou em 11 de janeiro de 2010.

## Sinopse
A atração era um desafio que testava todos os limites humanos, tanto emocionais quanto físicos. Os participantes eram mantidos confinados em celas individuais, nas quais eram submetidos a provas rigorosas na disputa pelo prêmio. No entanto, somente um deles conquistaria a grande recompensa: o que tivesse maior preparo mental e resistência física.
O programa, referido como um "experimento social", escolhe seu vencedor por meio de testes de resistência física e psicológica. Eles são isolados em cabines, tendo contato somente com uma inteligência artificial chamada Val, com quem se comunicam. Val é possivelmente uma referência a HAL 9000, o computador que toma a espaçonave no filme 2001: A Space Odyssey. 

## Estreia
Na estreia da primeira edição do programa, Val apresentou seus 8 competidores, e realizou uma prova para selecionar o último competidor a ocupar a cabine 9 de "Solitários". Na prova de seleção do último convidado, os participantes na cabine 9 tinham que transportar 100 tijolos de uma mesa a outra, e então, deveriam memorizar a seguinte frase de 46 palavras, cujas palavras passavam rapidamente na tela:
A frase deveria ser repetida completa e sem qualquer erro e, se a pessoa errasse a frase, ela deveria transportar os tijolos novamente.

## Participantes
| Temporada      | Vencedor | 2º lugar | Outros participantes em ordem de eliminação                                    | Total |
| -------------- | -------- | -------- | ------------------------------------------------------------------------------ | ----- |
| Solitários 1   | Tom      | Cadu     | Ana Paula • Ramon • Amanda • Letícia • Nina • Gabriel • Talita • Luis Fernando | 10    |
| Solitários 2.0 | André    | Hélio    | Michel • Fabíola • Lucas • Chris • Tatiana • Stephanie • Luana • Eduardo       | 10    |